# Nick Kimpton
Nick Kimpton, född den 27 oktober 1983 i Adelaide i Australien, är en australisk professionell basebollspelare som tog silver vid olympiska sommarspelen 2004 i Aten.
Kimpton spelade 2001–2004 i Anaheim Angels farmarklubbssystem. Han har även spelat i Australien.